# Obús autopropulsat M109
L'obús autopropulsat M109, en anglès M109 155mm Self-Propelled Howitzer o M109 SPH, és una peça d'artilleria autopropulsada d'origen estatunidenc. Dissenyat des de finals de la dècada dels 40 per substituir l'artilleria autopropulsada de la Segona Guerra Mundial va entrar en servei el 1963 i va esdevenir la peça d'artilleria mecanitzada estàndard de l'OTAN, produint-se en grans quantitats.
A causa del seu bon rendiment l'M109 s'ha mantingut en actiu durant dècades, per fer-ho s'ha anat modernitzant el blindat diferents cops: canviant l'obús, millorant la torreta, desenvolupant municions guiades, afegint un autocarregador... A més a més, partir dels xassís també se n'han fet variants; com el transport de projectils M992 FAASV, dissenyat per seguir les formacions mecanitzades amb bateries d'artilleria de M109 i mantenir-les aprovisionades de munició.

## Desenvolupament
Acabada la Segona Guerra Mundial, i amb l'adveniment de la Guerra Freda, l'exèrcit dels EUA va decidir substituir les seves peces d'artilleria mecanitzades per una nova generació de blindats.
L'artilleria autopropulsada estatunidenca de la Segona Guerra Mundial solia tenir un sostre descobert i un canó fix sobre un semieruga, com les diferents variants de l'M3 Half-track, o un xassís de tanc, com l'M7 Priest que feia servir el xassís de l'M3 Lee.

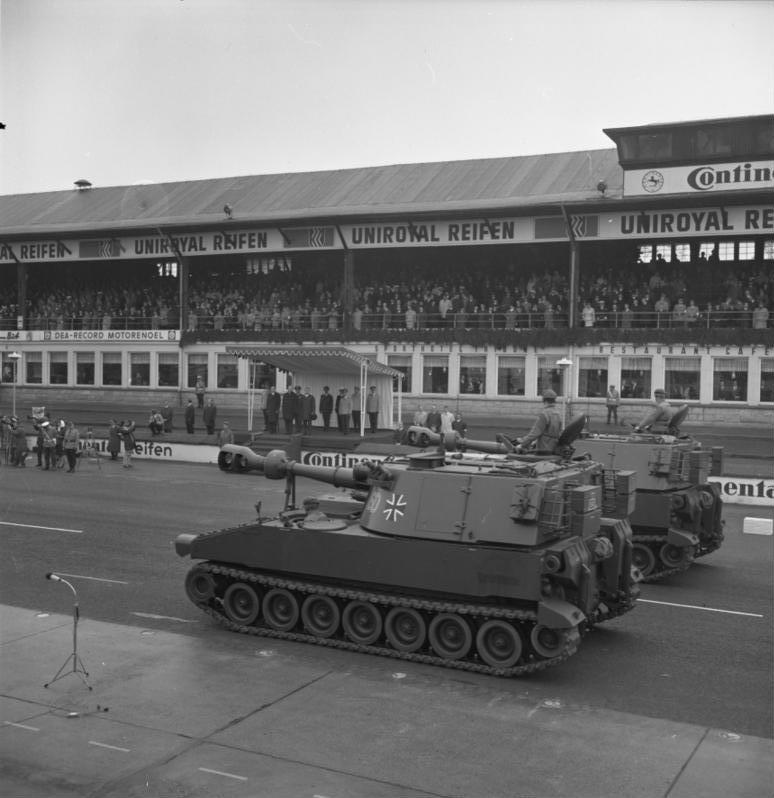
Un M109 de l'exèrcit de l'Alemanya Occidental desfila per Nuremberg el 6 de juny de 1969.

Les especificacions dels nous blindats eren que havia d'anar muntada sobre un sol xassís comú, per simplificar la logística, i havia de tenir una torreta rotativa. A més a més, els dissenyadors volien que el vehicle fos totalment tancat, per oferir millor protecció a la tripulació, ja que amb els radars de l'època ja es podia disparar un foc de contrabateria molt precís.
Mentrestant, per suplir la mancança es van fer dos models basats en tancs que muntaven obusos de 105 mm i 155 mm. Els blindats eren l'M52 amb l'obús de 105 mm i l'M44 amb l'obús de 155 mm. Els dos models eren molt deficients, especialment l'M44 que encara retenia el sostre obert, ja que el seu xassís era massa petit per poder acomodar el retrocés de l'obús. I a causa d'això, el 1952 van començar a desenvolupar un nou model sense que els dos models haguessin entrat en servei.
Això va refermar la necessitat d'un vehicle dissenyat específicament per muntar-hi artilleria, a més a més de tenir una torreta amb un diàmetre gran per absorbir millor el retrocés i donar espai als servidors. Per altra banda, també volien que el vehicle pogués travessar rius fàcilment, i per això van demanar que el xassís fos d'alumini. L'Ordnance Tank-Automotive Command va autoritzar el 1953 el desenvolupament d'un nou vehicle amb aquestes especificacions i, amb el suport dels oficials d'artilleria, es va decidir que es farien amb obusos de 105 i 155 mm.
L'octubre de 1956 es va enviar la petició al Detroit Tank Arsenal per començar-ne el disseny. El blindat que muntava l'obús de 105 mm es va anomenar T195 i el de 155 mm, T196. Els prototips es van començar a provar el 1959, però mentrestant l'exèrcit dels EUA va demanar que es provessin motors dièsel als nous models, ja que creien que això ajudaria a estalviar combustible. El nou motor es va aplicar als blindats el 1960 reanomenant-los T195E1 i T196E1. Per arreglar uns problemes amb la suspensió la producció no va començar fins a finals de 1962, i el juliol de 1963 es van adoptar tots dos vehicles amb el nom de M108 105 mm HSP i M109 155 mm HSP (Howitzer Self-Propelled).
L'M108 va produir-se poc, ja que l'exèrcit, amb la voluntat d'estandarditzar les bateries d'artilleria, va optar per preferir el calibre de 155 mm i després de la Guerra del Vietnam ja no es fabricaria més.
En canvi, l'M109 va esdevenir un referent en l'artilleria autopropulsada: un xassís dissenyat específicament per transportar un obús, una torreta tancada rotatòria amb un diàmetre prou gran per absorbir el retrocés, un obús potent de 155 mm... I la seva producció, fins al 2005, va ser la següent:
| Models         | M109      | M109A2    | M109A1B   | M109A5    |
| -------------- | --------- | --------- | --------- | --------- |
| Any fabricació | 1962-1969 | 1974-1985 | 1979-1993 | 1994-2003 |
| Quantitat      | 3.786     | 1.501     | 2.741     | 137       |

## Història operativa
Tot i que l'M109 ha participat a diferents conflictes de diferents estats, els més importants on ha operat han estat enfrontaments dels EUA. En primer lloc la guerra del Vietnam i més tard les guerres del golf: l'Operació Tempesta del Desert i l'Operació Llibertat Iraquiana.

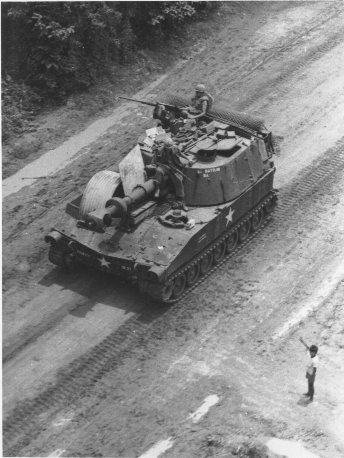
Un M109 a Cambodja, vora la frontera amb el Vietnam del Sud, durant la Segona Guerra d'Indoxina.

### Segona Guerra d'Indoxina
Tot i que l'M109 s'havia dissenyat pensant en combats a les planes de l'Europa central, el primer lloc on va veure servei actiu va ser al Vietnam.
Allà, tot i que no es necessitava artilleria autopropulsada, ja que les bateries eren estàtiques, es va demostrar que l'M109 era útil. L'artilleria remolcada, sovint transportada per helicòpter, tenia un angle de gir limitat, mentre que la torreta de l'M109 permetia defensar les bases 360°.
A causa d'això, els M109 se solien emplaçar a posicions de buc enterrat, o envoltat per sacs de sorra. A més a més, a la vora s'hi feien petits magatzems de munició, soterrats o coberts per sacs de sorra, per mantenir-lo aprovisionat i protegit.
Tot i això, aquesta tàctica no va ser infal·lible. Durant la construcció d'una base, la Fire Base Maury I, quan encara no s'havien preparat les estructures defensives, el Vietcong va atacar la nit del 9 de maig de 1968, destruint 5 M109 i 2 transports de munició M548. Per això es van començar a assignar metralladores pesants Browning M2 a les posicions d'artilleria per fer tir directe contra els possibles atacants.
Tot i això, l'M109 no va tenir un impacte significatiu en el transcurs de la guerra i es van començar a retirar a partir del 1969, finalment marxant l'últim batalló de M109 el 1971. L'experiència però, va servir per fer que posteriorment l'abast dels M109 s'ampliés per contrarestar els canons soviètics de 130 mm, que es va demostrar molt efectiu a mans del Front Nacional d'Alliberament del Vietnam.

### Guerres del Golf
Va ser a la guerra contra l'Iraq de febrer de 1991 on es van fer servir més M109.

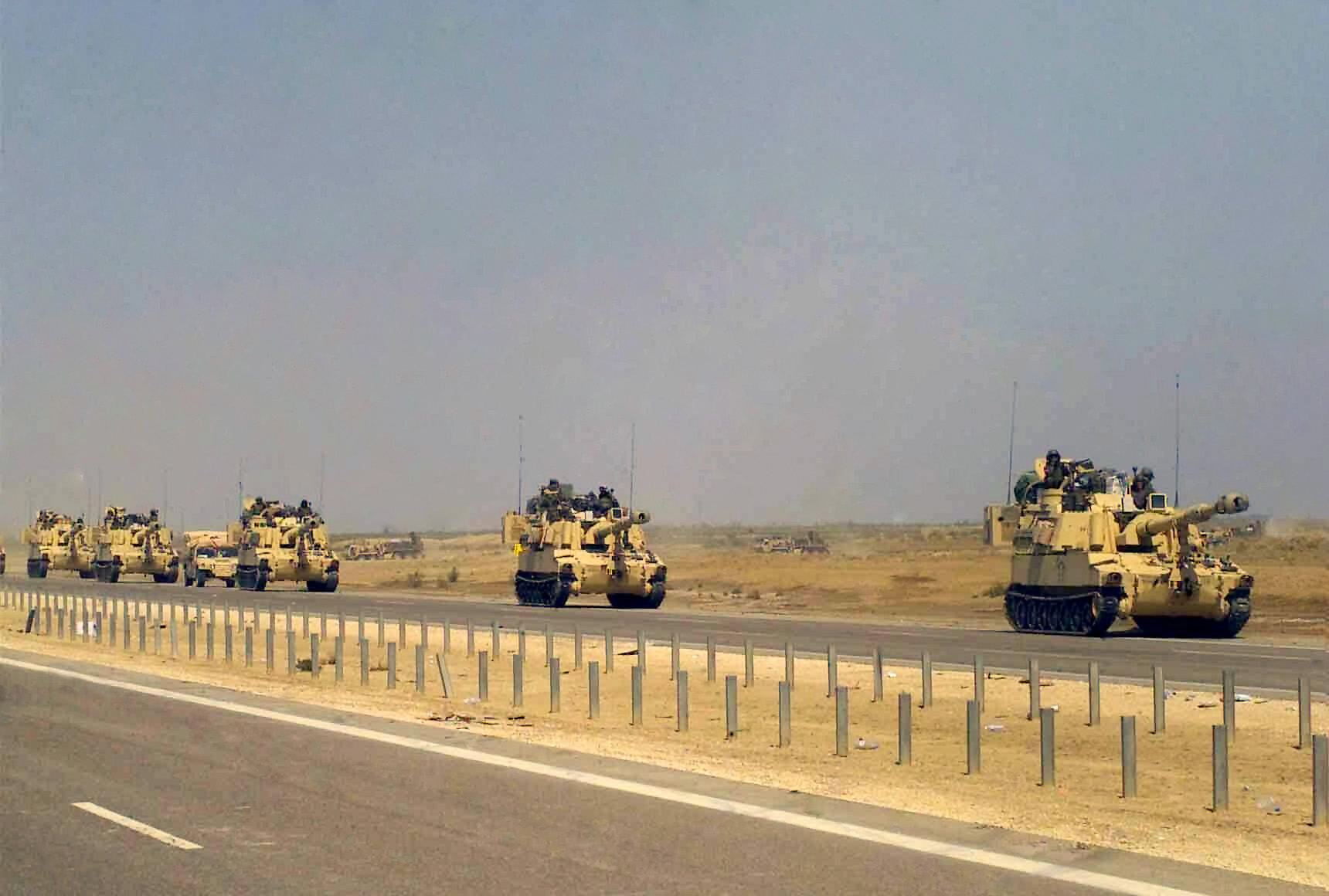
Un comboi estatunidenc, amb diversos M109, avançant cap al riu Eufrates durant la invasió de l'Iraq de 2003.

En aquella època el model estàndard era l'M109A2/A3, i el model A6 tot just començava a entrar en producció. En total l'exèrcit dels EUA va desplegar 25 batallons d'artilleria, amb 24 M109 a cada batalló que van disparar uns 43.000 projectils durant la guerra.
Durant l'ofensiva els M109 van poder seguir el pas dels M1 Abrams i dels Bradley i va demostrar ser molt efectiu donant suport a les formacions mecanitzades. En aquest conflicte també es van provar noves municions: els projectils de dispersió DPICM (Dual-Purpose Improved Conventional Munition), que poden dur subprojectils antitanc o antipersonal, van ser extremadament efectius delmant la moral de l'exèrcit iraquià. També es van provar per primer cop projectils guiats per làser, però va ser menys efectiu, ja que el procés de llançament era lent i es podia obstruir el marcador làser per la boira o la sorra.
Durant la Invasió de l'Iraq de 2003 els M109 tornarien a ser desplegats a la zona. En aquest cas ja hi havia el model M109A6, que es va fer servir per acompanyar la punta de llança que va atacar Bagdad: la 3a divisió d'infanteria mecanitzada. El coronel d'artilleria de la divisió, Thomas Torrance, va escriure que el rendiment de l'M109A6 era magnífic, podent-se preparar per disparar en menys de 2 minuts i amb molta precisió. Durant aquesta guerra es van fer servir nous vehicles de suport com l'M7 Bradley FIST i l'AFATDS. A més a més es van provar dos nous projectils: munició de precisió guiada SADARM, que amb 108 llançaments va destruir 48 vehicles, i munició M795 d'alt explosiu i abast millorat. En total es van llançar 13.923 projectils durant l'enfrontament.

## Característiques
Les característiques tècniques de l'obús autopropulsat M109 han anat variant amb el temps. Per això, a la descripció es detalla el model M109A6 Paladin, que és l'estàndard des del 1990 fins a l'actualitat i que avui en dia és el més nombrós i que no es preveu de substituir fins al 2017.

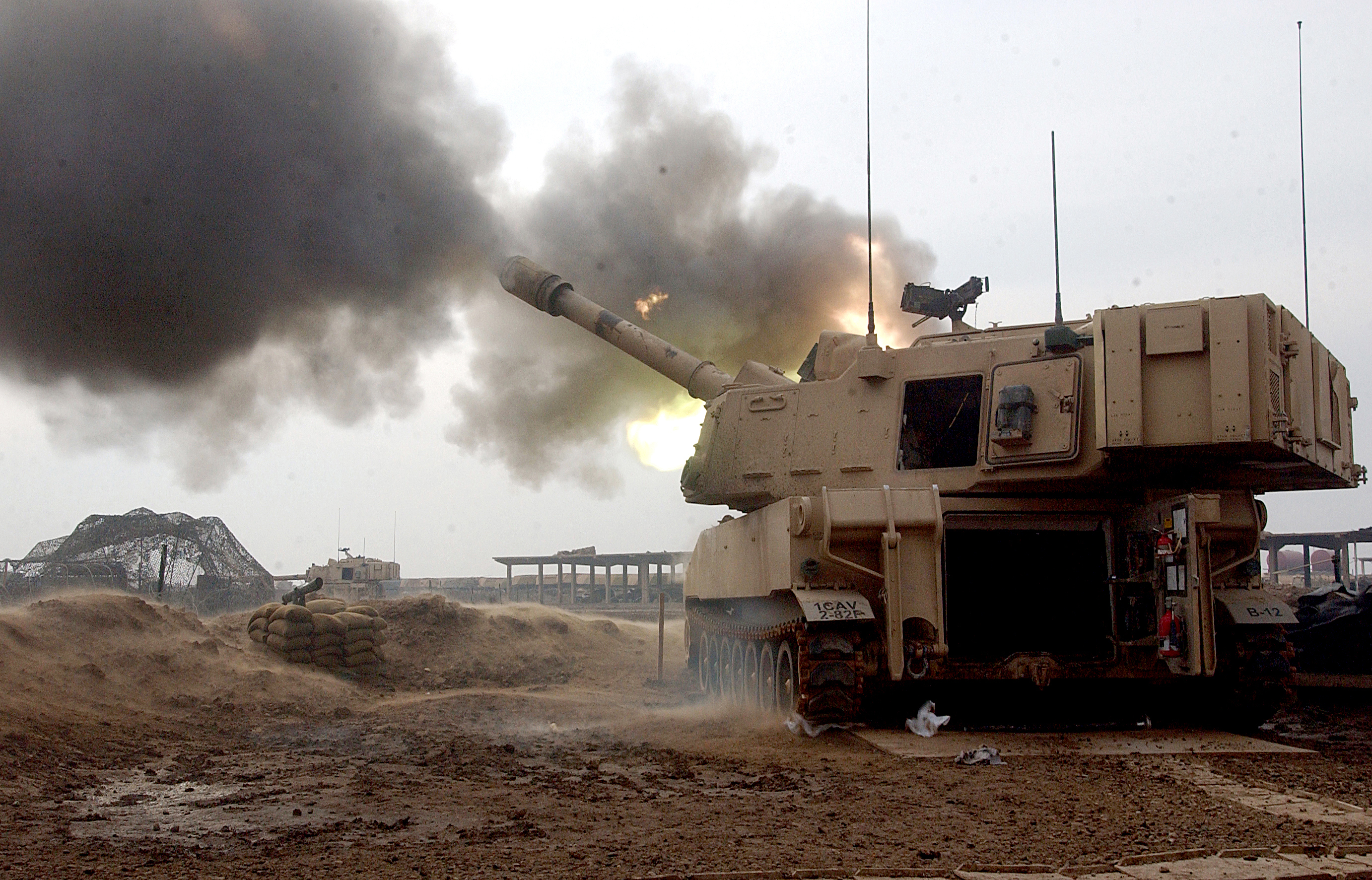
Un M109A6 Paladin disparant des del Camp Taji, a l'Iraq, l'any 2004, amb totes les portelles obertes.

### Blindatge i distribució
El cos del M109 és una barcassa feta d'alumini soldat de 32 mm de gruix a tot al contorn. Aquest blindatge ofereix protecció contra armes lleugeres i metralla d'explosions. El blindat té forma de paral·lelepípede rectangular, tenint inclinació només al frontal del vehicle. A sobre hi va muntada una gran torreta, d'angles rectes, i que sobresurt lleugerament per darrere. El blindatge de la torreta, també basada en alumini de 32 mm de gruix, s'ha millorat amb un revestiment intern de kevlar que ha de protegir la tripulació de resquills o metralla provocada per una explosió. A la part posterior del xassís hi ha un parell de suports abatibles que serveixen per absorbir el retrocés i estabilitzar el sistema quan dispara.
La configuració de l'M109, internament, difereix dels tancs convencionals. El vehicle està dividit en tres compartiments: el del motor, el de conducció i el de combat. El primer està situat al davant i a la dreta, tenint el compartiment de conducció a la seva esquerra. Al darrere, amb molt d'espai, hi ha el compartiment de combat que uneix buc i torreta, on hi va l'obús i tots els seus servidors: el cap de secció a la dreta, el tirador a l'esquerra i el carregador, assistit per un mecanisme hidràulic, a la part del darrere de la torreta.
Per sortir del blindat, el conductor té una escotilla a sobre que s'obre cap a l'esquerra, i els tripulants també en tenen una al costat dret de la torreta, sobre el cap de secció, on hi ha muntada la metralladora Browning M2. A més a més, a l'esquerra de la torreta hi ha una portella d'accés a l'interior del compartiment de combat i també al darrere hi ha una gran porta per facilitar l'entrada de projectils o la sortida de tripulants.
Per altra banda, l'M109 també disposa d'un sistema apagaincendis millorat respecte a les versions anteriors i pot disposar de protecció contra agents NBQ.

### Armament
L'armament principal del blindat és l'obús M284 de 155 mm de calibre i 39 calibres de llarg. En total, l'M109 transporta 39 projectils ubicats a la part sobresortint del darrere de la torreta. Aquesta peça d'artilleria va centrada al frontal de la torreta i està muntada sobre un suport M182A1, que guia l'obús durant el retrocés. El conjunt té una elevació que va des dels -3r. fins als +75º, amb un abast màxim de 24 km per projectils convencionals i de 30 km pels projectils assistits per coet.

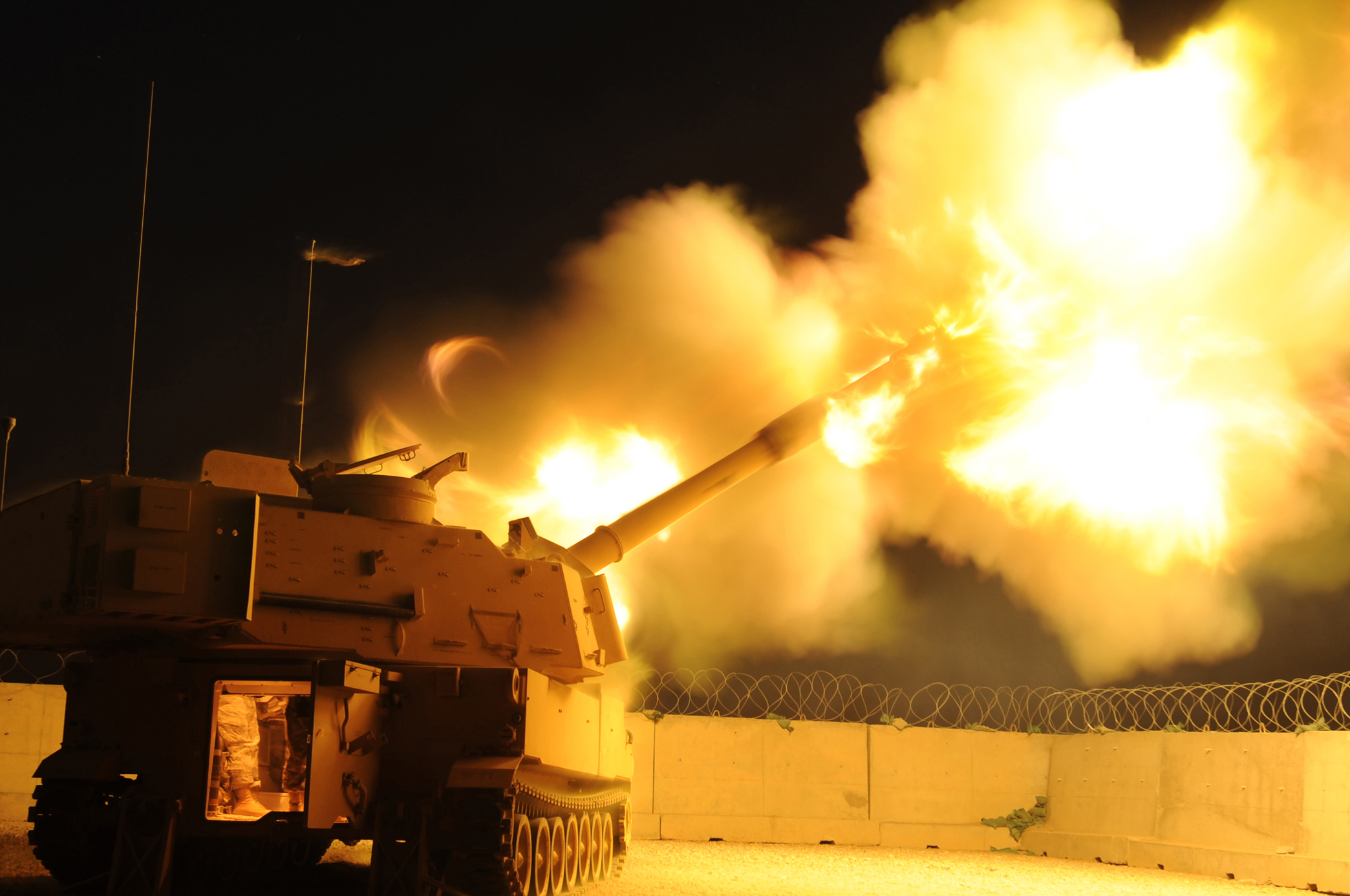
Un obús autopropulsat M109A6 disparant una bengala d'il·luminació per donar suport a la policia iraquiana a Nasiriyah l'any 2008.

El Paladin pot arribar a una cadència de foc màxima de fins a 8 projectils per minut o 3 projectils en 15 segons, tot i això, la capacitat de foc sostinguda sense que el tub del canó se sobreescalfi és d'un projectil cada 3 minuts.
A més a més, a sobre la torreta hi ha muntada una metralladora pesant Browning M2 de 12,7 mm de calibre amb 500 projectils.

### Sistema motor
El motor de l'M109A6 és un Detroit 8V-71T. Aquest és un motor dièsel turbocarregat de 8 cilindres en V refrigerat per líquid. Aquest motor és capaç de desenvolupar 440 CV a 2.300 rpm. El consum d'aquest motor és de 0,68 km/L (1,6 galons per milla) i, amb un dipòsit de combustible de 511 L (135 galons), l'autonomia màxima per carretera és d'uns 350 km. A alguns models s'ha substituït per un motor dièsel Cummins de 600 CV.
Aquest motor va acoblat a una transmissió cross-drive Allison XTG-411-4A, que permet moure's al vehicle a quatre velocitats endavant i dues endarrere.
La suspensió és de barres de torsió i disposa de 2 amortidors de reforç a la primera i setena roda. Per altra banda, l'eruga consisteix, a cada banda, de: set rodes de rodament dobles amb llantes de goma, una roda tractora i una roda al darrere sense cap corró de retorn.
Aquest conjunt permet a l'M109A6 assolir velocitats de 56–65 km/h per carretera i 35 km/h camp a través. En qüestió de mobilitat, el blindat pot superar pendents del 60%, talussos laterals del 30%, parets verticals de 0,5 m, trinxeres d'1,8 m i pot travessar rius fins a una profunditat d'1,1 m.

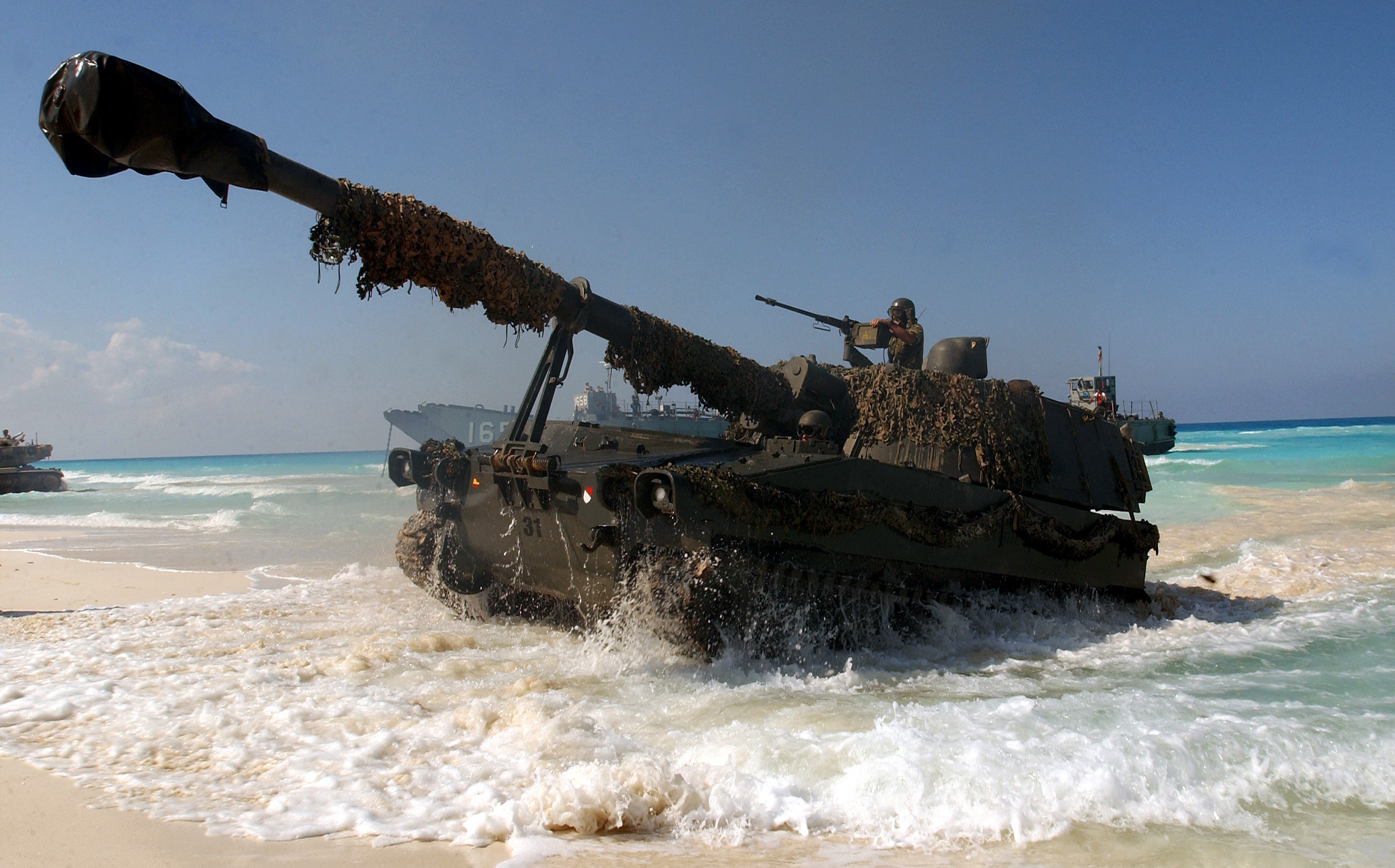
Un M109A2 de la infanteria de marina espanyola desembarca durant unes maniobres internacionals l'any 2001.

Per travessar rius més profunds, el vehicle es pot equipar amb equipament amfibi que consisteix en nou inflables, quatre a cada banda i un al davant i al darrere, que es poden inflar amb el mateix vehicle. Aleshores, surant gràcies als inflables, l'M109 es propulsa per l'aigua gràcies a la cadena a una velocitat màxima de 6 km/h.

### Equip electrònic i òptic
L'M109A6 disposa de múltiples dispositius òptics i electrònics destinats a rebre les ordres de tir i efectuar-les amb la màxima precisió i en el menor temps possible.
Per rebre les coordenades de tir, el Paladin disposa d'un sistema segur de veu i comunicacions digital que inclou un intercomunicador VIC-1, VRC-89 o el subsistema de ràdio SINCGARS.
Pel conductor hi ha 3 periscopis de dia M45 enfocant cap a davant, darrere de l'escotilla de sortida que té a sobre, que es poden cobrir amb unes petites planxes de metall per protegir-los. Aquests periscopis de dia es poden reemplaçar per periscopis amb capacitat de visió nocturna.
Al compartiment de combat hi ha un telescopi elbow M118C per foc directe amb una ampliació de x4 amb 10º de radi de visió. També hi ha un telescopi panoràmic M117 per foc indirecte. A més a més, al Paladin se l'ha equipat amb un sistema de tir automàtic dotat d'una calculadora balística i un sistema de navegador GPS.
Tot aquest conjunt permet que l'M109A6, en moviment, pugui rebre una ordre de foc i que, en 60 segons, es pugui aturar, introduir les dades i efectuar el primer tret.

## Models
Els primers models de M109 tenien un problema, l'obús era massa curt i per això l'abast no era gaire gran. Per incrementar-ne l'abast efectiu hi havia més càrrega propel·lent als projectils. Això generava una sobrepressió que de vegades malmetia el blindat o feria la tripulació. Així, el 1967 es va decidir provar un nou obús més llarg (que dona més velocitat al projectil sense generar tanta pressió). El canó triat va ser l'XM185 també de 155 mm de calibre però amb 39 calibres de llarg, 19 calibres més llarg que el canó M126 original, i estenia l'abast des dels 14,6 km al 18 km. Aquest model, al qual també s'hi va millorar la suspensió per aguantar millor l'obús més pesant, va esdevenir l'estàndard l'agost del 1970 i es va canviar de nom a M109A1.
El 1975 va aparèixer la variant M109A2. S'hi va afegir un nou suport per l'obús, projectils assistits per coet, increment de l'espai per projectils, un recobriment balístic pel periscopi i un contrapès al davant.
L'octubre de 1979 va començar la conversió al model A3, que introduïa una sèrie de petites millores respecte al model A2, com per exemple la instal·lació d'una ràdio AN/PRC-68.

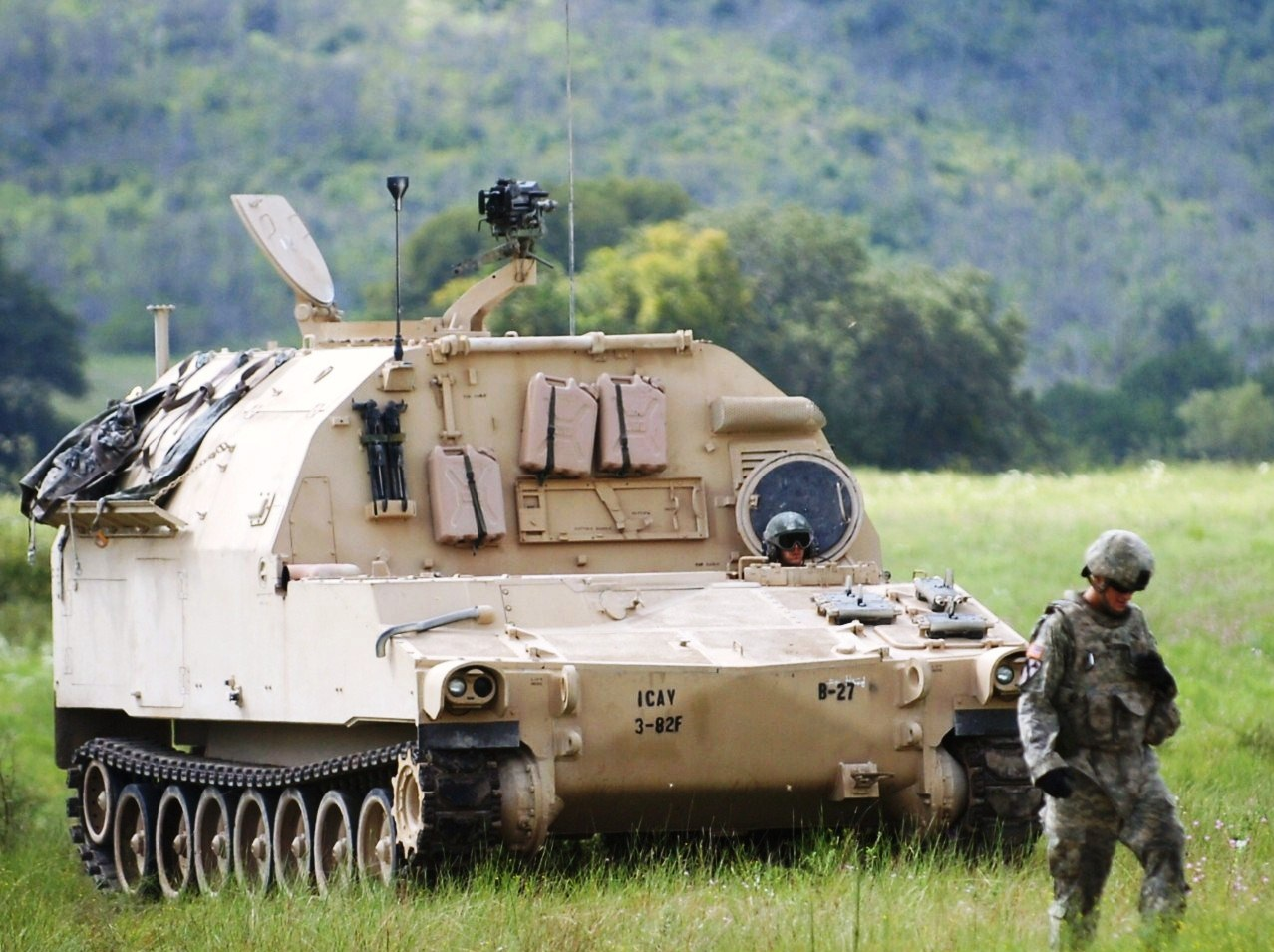
Un M992 FAASV avança camp a través durant unes maniobres a Fort Hood el 2010.

El model A5 incloïa una sistema de protecció contra agents NBQ. A més a més, el sistema de moviment de la torreta és hidràulic, a diferència dels anteriors on era elèctric, i es pot moure manualment en cas de fallada. També es va canviar l'obús per un M284 amb muntura M182.
El següent model va ser el Paladin, descrit anteriorment, i que encara és el més utilitzat. Finalment, es preveu que el 2017 es comenci a substituir el model A6 per l'A7 o PIM, que incorpora components de l'M2/M3 Bradley per simplificar-ne la logística a més a més de diverses millores.

## Variants
A partir del xassís de l'M109 també se n'han fet diferents variants per diversos usos:
- M992 FAASV: Blindat de reabastiment de munició basat en el xassís de l'M109, sense torreta i amb un buc augmentat per transportar 93 projectils, 99 càrregues propel·lents 104 espoletes.
- M992 CPV: Vehicle de post de comandament sense torreta i amb un compartiment més gran, equipat amb antenes suplementàries.
- M992 FDCV: Vehicle de direcció de tir sense torreta i amb un compartiment de transport més gran.
- M992 MAV: Blindat adaptat al manteniment i reparació d'altres vehicles.
- M992 MEV: Xassís de M109, sense torreta, dissenyat pel transport de ferits.

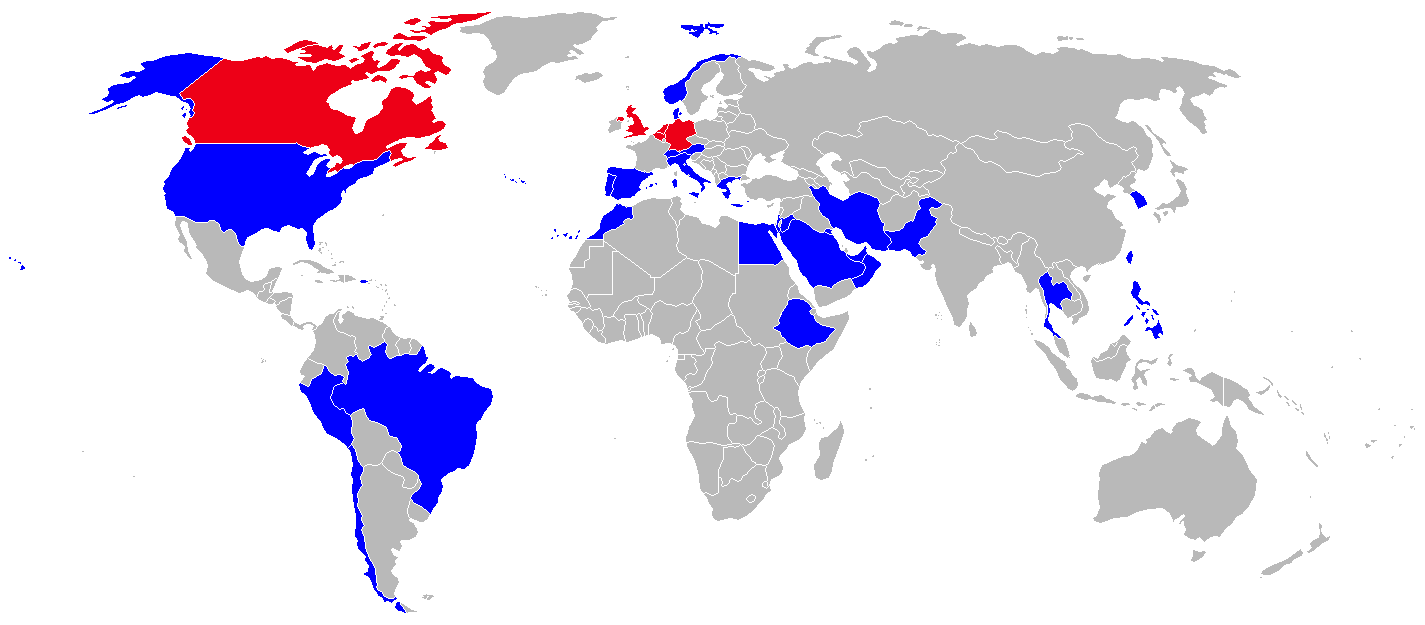
Operadors de l'M109 en blau i estats que ja no l'usen en vermell.

## Operadors
L'M109 va ser un sistema d'artilleria autopropulsada pioner. L'obús instal·lat a una torreta giratòria, la mobilitat i el blindatge van convertir-lo en el primer de la seva classe. Abans que altre països comencessin a fer-ne el seu propi model, molts en van comprar als EUA. Els estats més importants que han operat l'M109, són els següents: Corea del Sud (1.040), Alemanya (609), Suïssa (435), Israel (429), Itàlia (283), Jordània (234), Holanda (229), Taiwan (197), Grècia (147), Bèlgica (127), Noruega (127), Aràbia Saudita (111), Àustria (110), Espanya (93), Canadà (76), Dinamarca (76), Brasil (40), Marroc (39), Portugal i Tailàndia 20.